# Victor Segalen
Victor Segalen (Brest, 14 gennaio 1878 – Huelgoat, 21 maggio 1919) è stato uno scrittore, etnografo, poeta, archeologo, teorico dell'arte e critico letterario francese.

## Biografia
Nato da Victor-Joseph-Ambroise-Désiré Segalen e Marie-Ambroisine Lalance, entrambi istitutori, passa l'adolescenza studiando e girando per la Bretagna in bicicletta.
Dopo la laurea nel 1902 in medicina militare a Bordeaux (dove comincia a interessarsi anche di letteratura e musica), Victor Segalen ha avuto una lunga carriera di viaggi, dapprima nella Polinesia francese, vivendo a Tahiti dal 1903 al 1904. Durante una sosta alle isole Marchesi ha l'opportunità di acquistare un disegno di Paul Gauguin, morto poco prima del suo arrivo, ancora quasi sconosciuto. 
Tornato in patria, pubblica il romanzo Gli immemoriali (1907), un diario e due saggi su Paul Gauguin e Arthur Rimbaud (usciti postumi).
Nel 1908, si reca in Cina, dove cura le vittime della peste in Manciuria. Nel 1910, dopo un viaggio in Giappone, si stabilisce in Cina con moglie e figlio. La prima edizione delle sue poesie in una raccolta intitolata Stèles appare appunto a Pechino nel 1912. Nel 1914, intraprende una missione dedicata a monumenti archeologici della dinastia Han. Questo studio sulle sculture cinesi sarà pubblicato postumo nel 1972.
In Cina, incontra uno dei pochi europei che vi abitano, il sinologo belga Charles Michel (1853-1920) al quale si ispira per il personaggio di René Leys.
Intanto cerca di convincere Claude Debussy a occuparsi di un suo testo su Siddharta, il quale rifiuta e lo indirizza verso il mito di Orfeo.
Dato che c'è aria di guerra vuole rientrare in Francia, ma non senza visitare prima la Birmania prima della fine del 1914.
Malato, ha ancora voglia e tempo di fare un viaggio in Algeria, poi muore in circostanze non del tutto chiare in Bretagna, nella foresta vicino a Huelgoat, con una copia di Amleto in mano.
Nel 1934, il governo francese aveva iscritto il suo nome sui muri del Pantheon dichiarandolo "morto per la Francia durante la guerra del 1914-18".
A suo nome è stata chiamata la seconda università di Bordeaux, la Facoltà di scienze umanistiche e sociali di Brest, sua città natale, e la scuola francese internazionale di Hong Kong.

## Opere
- A dreuz an Arvor, 1899
- L'observation médicale chez les écrivains naturalistes (tesi di laurea), 1902
- Pensers païens, 1906
  - trad. Carmen Saggiomo, Pensieri pagani, a cura di Valentino Petrucci, Napoli: ESI, 2001. ISBN 88-495-0251-6
- Les Immémoriaux (con lo pseudonimo Max Anély), 1907
  - trad. Sergio Sacchi, Gli immemoriali, Roma: Lestoille, 1980
  - trad. Cristina Brambilla, Le parole perdute, Milano: Jaca Book, 1982
  - trad. Michela Baldini, Le isole dei senza memoria, introduzione di Ugo Fabietti, Roma: Meltemi, 2000. ISBN 88-8353-014-4
- Dans un monde sonore, 1907 (con lo pseudonimo Max Anély), 1985, 2010
- Stèles, 1912, 1973
  - trad. Lucia Sollazzo, Stele, Parma: Guanda, 1987. ISBN 88-7746-263-9
- Peintures, Gallimard, 1916
- Essai sur l'exotisme, 1978, 1986
  - trad. Franco Marconi e Sandro Toni, Saggio sull'esotismo: un'estetica del diverso (seguito dal Saggio sul misterioso e da L'alterità di Victor Segalen, di Jean Richards), Bologna: Il cavaliere azzurro, 1983. ISBN 88-85661-02-5
  - trad. Carmen Saggiomo, Saggio sull'esotismo, a cura di Valentino Petrucci, Napoli: ESI, 2001. ISBN 88-495-0251-6
  - trad. Franco Montesanti, in Gauguin nel suo ultimo scenario e altri testi da Tahiti, Torino: Bollati Boringhieri, 1990 ISBN 88-339-0510-1
- Orphée-Roi: comèdie, 1921
- René Leys, 1922, 1962 (con prefazione di Olivier de Magny), 1971 (vers. definitiva), 2000 (a cura di Sophie Labatut)
  - trad. Clara Lusignoli, Rene Leys, o Il mistero del Palazzo imperiale, Torino: Einaudi, 1973; Varese: Giano, 2002 ISBN 88-7420-003-X
  - trad. Alessandro Giarda, René Leys. L'incanto della Città Proibita, Milano, O barra O edizioni, 2017
- Mission archéologique en Chine (in collaborazione con Gilbert de Voisins e Jean Lartigue), 1923-24
- Équipée: de Pékin aux marches tibétaines, o Équipée: voyage au pays du réel, 1929
  - trad. Scorribanda, presentazione di Giuseppe Conte, Genova: Il melograno, 1980
- Lettres de Gauguin à Georges-Daniel de Monfreid con un omaggio di Victor Segalen, a cura di Annie- Joly Segalen, 1950
  - trad. Maria Cristina Marinelli, in Paul Gauguin, Noa Noa, Firenze: Passigli, 2000. ISBN 88-368-0600-7
  - trad. Gauguin, Milano: Rizzoli e Skira, 2004. ISBN 88-17-00449-9
- Segalen et Debussy, a cura di Annie Joly-Segalen e André Schaeffner (con i testi per musica di Voix mortes e Orphee-Roi e la corrispondenza con Claude Debussy), 1961
- Odes, suivies de Thibet, 1963, come Thibet (ed. integrale a cura di Michael Taylor), 1979, 1999
- Lettres de Chine, a cura di Jean-Louis Bedouin, 1967
  - trad. Lettere dalla Cina, a cura di Lucia Sollazzo, Milano: Rosellina Archinto, 1990 ISBN 88-7768-098-9
- La Grande Statuaire chinoise, 1972
- Imaginaires. Trois nouvelles suivies de fragments inédits, 1972, 1981 (con presentazione di Henry Bouillier)
  - trad. Alessandro Giarda, Immaginari. Tre racconti cinesi, Milano, O barra O edizioni, 2020
- Siddhartha: drame en 5 actes, prefazione di Gabriel Germain, 1974
- Le Combat pour le sol, presentazione di Eugène Roberto, 1974
- Le Fils du ciel: chronique des jours souverains, 1975, 1985
  - trad. Alessandro Giarda, Il Figlio del Cielo. Cronaca dei giorni sovrani, prefazione di Alessandra Lavagnino, Milano, O barra O edizioni, 2019
- Briques et tuile, 1975
- Correspondance (con Saint-Pol-Roux), prefazione di Annie Joly-Segalen, 1975
- Chine, ou Le pouvoir dans l'étendue, introduzione di Henry Bouillier, 1978
- Journal des îles, 1978
  - trad. Sotto un cielo diverso: giornale di un viaggio in Polinesia, a cura di Catherine Maubon, Firenze: La casa Usher, 1990
- Le double Rimbaud, prefazione di Gérard Macé, 1979
  - trad. Federico Pietranera, Il doppio Rimbaud, prefazione di Gabriella Caramore, Milano: Rosellina Archinto, 1990. ISBN 88-7768-061-X
- Les synesthesies et l'école symboliste, prefazione di Eliane Formentelli, 1981
- Dossier pour une fondation sinologique, a cura di Annie Joly-Segalen, 1982
- Gustave Moreau, maître imagier de l'orphisme, a cura di Eliane Formentelli, 1984 (sul pittore Gustave Moreau).
- Essai sur soi-même, 1986.
- Oeuvres complètes, 2 tomi, Laffont, 1995
- Correspondance, a cura di Annie Joly-Segalen, Dominique Lelong et Philippe Postel, 2 volumi: I. 1893-1912; e II. 1912-1919, prefazione di Henry Bouillier, 2004

## Filmografia
- Victor Segalen. Regards sur la Chine, film documentario di Maria Zinfert, Cina, 2008, 55', andato in onda su ARTE il 29 gennaio 2011.